# Maestro Mateo

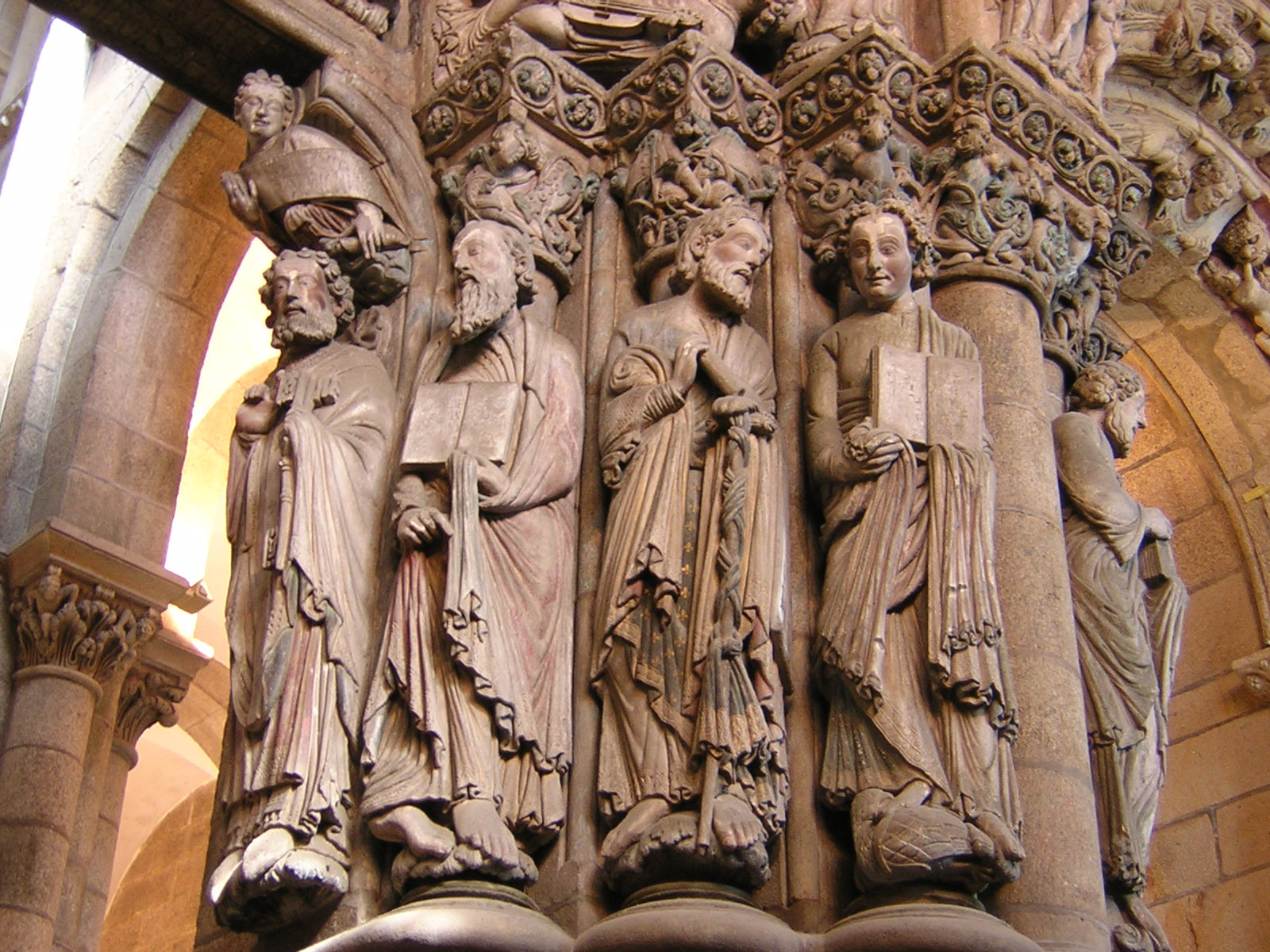
Apóstoles de la Catedral de Santiago de Compostela.

El Maestro Mateó Díaz (¿Lugo?-Santiago de Compostela, S.XII) fue un escultor, arquitecto y político que desarrolló su labor en los reinos cristianos medievales de la península ibérica durante la segunda mitad del siglo XII.
El primer dato conocido que se tiene sobre el Maestro Mateo es un documento de 1168, guardado en el archivo de la catedral de Santiago, en el que se atestigua que el Maestro trabajaba ya en la catedral de Santiago de Compostela y por el que recibía una importante suma de dinero por parte del rey Fernando II de León:

«Conviene a la regia majestad atender mejor a aquellos que le son conocidos por mostrar obediencia fielmente, y especialmente a aquellos que son notorios por dedicar sus servicios a los santuarios y lugares de Dios. Por estas cosas yo, Fernando, rey de las Españas, por amor de Dios, por quien reinan los reyes, y por la reverencia de Santiago, piísimo patrón nuestro, como pensión, te doy y concedo a ti, maestro Mateo, que posees la primacía y el magisterio de la obra del citado apóstol, cada año la percepción de dos marcos a la semana, sobre mi mitad de moneda de Santiago, y que lo que falte una semana sea suplido en la otra, de manera que esta percepción te represente 100 morabotinos anuales. Esta pensión, este don, te doy durante toda tu vida, para que siempre la tengas, y para la obra de Santiago, y sea mejor para tu persona; y aquellos que vieran, velen y se dediquen con afición a la citada obra. Fernando II de León a 23 de Febrero del año 1168.»

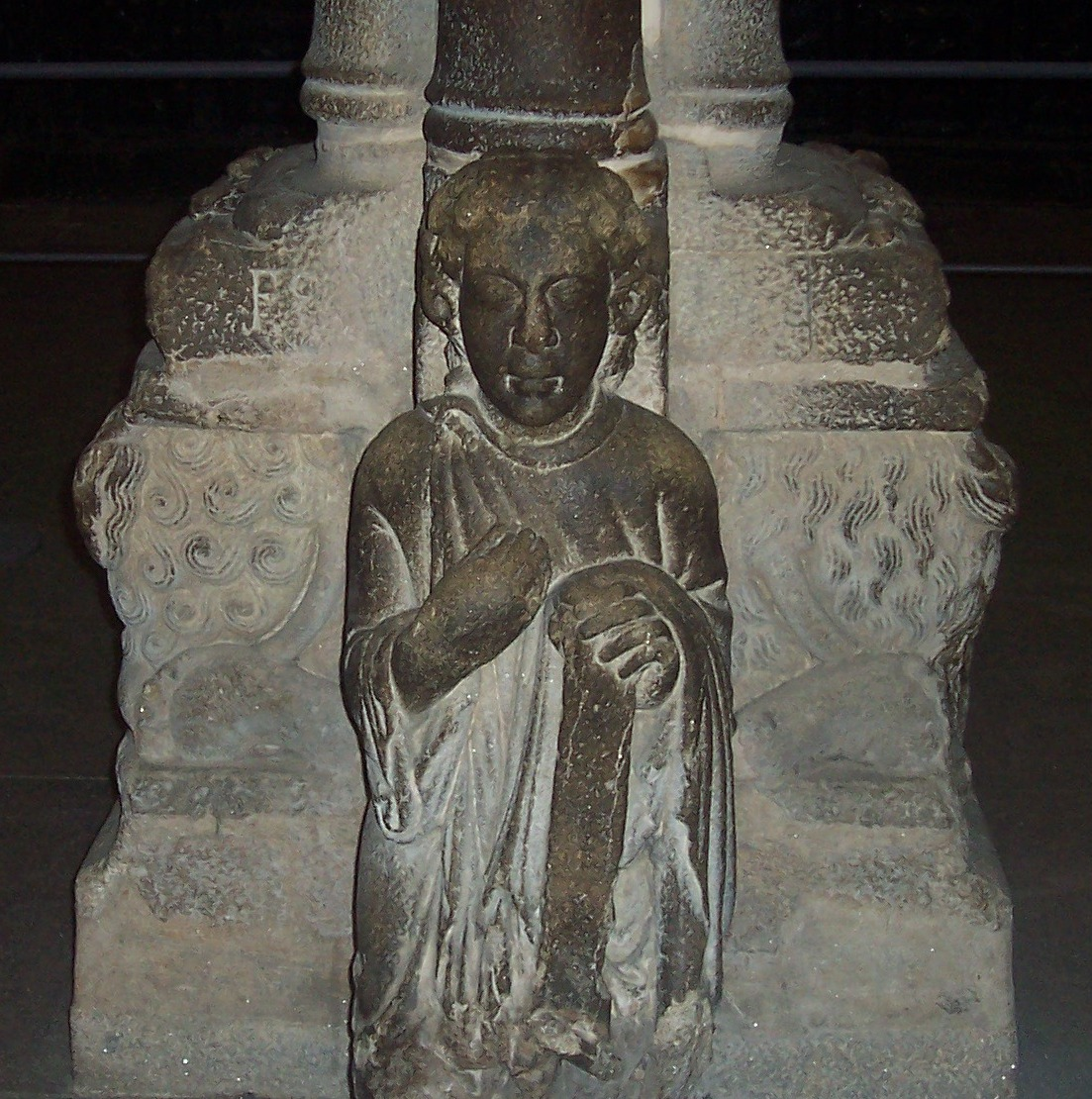
Santo de Croques, imagen que tradicionalmente se piensa que representa al Maestro Mateo

Apenas se tienen datos de su formación anterior, pero todo parece apuntar a que tenía ya una dilatada carrera a sus espaldas a lo largo del Camino de Santiago, especialmente en sus tramos franceses.
Es el responsable del Pórtico de la Gloria de la catedral compostelana. En el propio monumento existe una inscripción dando fe de ello: "en el año de la Encarnación del Señor 1188, en el día 1 de abril, fueron colocados por el Maestro Mateo los dinteles de la puerta mayor de la iglesia de Santiago, que dirigió la obra de dichos portales desde sus cimientos". Más tarde, en 1189 y en 1192, se tiene de nuevo noticias suyas en contratos privados.
El Pórtico de la Gloria ejercería una notable influencia en la escultura románica de Galicia. Existe la creencia de que una pequeña estatua situada en la parte posterior del parteluz, con una postura arrodillada, mirando hacia el interior del templo, representa al propio Maestro Mateo (algo que hoy día está desmentido por varias fuentes. En realidad esa estatua representa la figura del peregrino)[cita requerida]. La estatua se convirtió en objeto de veneración y es conocida en gallego como Santo dos Croques por la costumbre de los peregrinos de chocar la cabeza con la estatua, rito también popularizado por los estudiantes de la Universidad Compostelana como propiciador del desarrollo del buen entendimiento y la sabiduría.
Trabajó en la remodelación del puente romano de Puentecesures y vivió en la actual Casa Castaño durante el tiempo que su labor allí fue desenvuelta.
También fue el autor del coro pétreo de la Catedral, posteriormente derruido. El alquimista Patrick Burensteinas, amante del Camino Jacobeo, posó su frente sobre la escultura del Maestro para incorporar sabiduría, como muestra en el documental Le Voyage Alchimiste: Saint Jacques de Compostelle (2008).